# Schnifis
Schnifis é um município da Áustria, situado no distrito de Feldkirch, no estado de Vorarlberg. Tem 4,87 km² de área e sua população em 2019 foi estimada em 800 habitantes.